# 我知女人心
《我知女人心》是由博納影業出品、陳大明執導、劉德華和鞏俐主演的表現職場關係的奇幻浪漫喜劇片，中國大陸於2011年2月3日公映。
它翻拍自2000年由梅爾·吉布森和海倫·亨特主演的好萊塢賣座愛情電影《男人百分百》（What Women Want），本片片名亦取自於該片之香港譯名「偷聽女人心」。

## 劇情簡介
孫子剛是北京某廣告公司的創意總監，他是個典型的大男子主義者。本來預料中屬於他的執行創意總監一職卻意外被一個新來的名叫李儀龍的女人奪走，這讓他惱怒不已。
一次意外，他獲得了一種特異功能—能聽到女人的心聲。這種功能剛開始給他帶來了不小的煩惱，後來他認識到它更是一種能讓他快速成功的本領：一方面特異功能讓他偷聽到女人們的心聲，在生活上他更加如魚得水，獲得各種女人的芳心，如咖啡店的店員燕妮和公司的女職員們都紛紛被他迷倒；另一方面他也偷走了李儀龍的廣告創意，靠著這些創意他為公司簽到了一些大的客戶，因此他得到了公司領導的更大器重。
然而漸漸的，他對李儀龍了解越來越多，她善良的本性和獨特的氣質改變了他原來的生活態度和自大的個性，最终两人成功摒弃前嫌并成为一对恋人。

## 演員表
| 演員   | 角色         | 備註                  | 粵配              |
| ------ | ------------ | --------------------- | ----------------- |
| 劉德華 | 孫子剛       | 某廣告公司創意總監    | 原声 童年：周恩恩 |
| 鞏 俐  | 李儀龍       | 新任的執行創意總監    | 陳芷菁            |
| 袁 立  | 燕 妮        | 單純癡情的咖啡店店員  |                   |
| 陳志朋 | 小 費        | 孫子剛的助手          | 鄧肇基            |
| 李成儒 | 董 總        | 廣告公司老闆          | 高翰文            |
| 王德順 | 孫美聲       | 孫子剛的父親          |                   |
| 胡 靜  | 趙 紅        | 孫子剛的前妻          | 王夢華            |
| 沈 暢  | 劉夫人       |                       |                   |
| 陶 佳  | 豆 豆        | 孫子剛與趙紅的女兒    |                   |
| 周逸之 | 陳爾東       | 豆豆的男朋友          |                   |
| 安 雅  |              | 董總的太太            |                   |
| 朱 珠  | 小 吳        | 孫子剛的秘書          | 王慧珠            |
| 王盛德 | 彼德/Peter   | 李儀龍的網友          | 黃子雄            |
| 潘霜霜 | TAMI         | 董總的女祕書          |                   |
| 胡凱莉 | 車 模        | 廣告騎車女郎          |                   |
| 孫寶寶 | 大 雷        | 孫子剛秘書.雙胞胎姐姐 |                   |
| 孫嬌嬌 | 小 雷        | 孫子剛秘書.雙胞胎妹妹 |                   |
| 文梦洋 | 小可（Coco） |                       | 鄭家蕙            |

## 主創
- 出品人：于冬、韓三平、劉德華、楊受成
- 聯合出品人：金晶、雅丹密茨、陳永雄、郭曼
- 總製片人：于冬
- 製片人：狄笛（Dede Nickerson 美國）、陳大明、陳永雄
- 總監製：張浩、韓曉黎、利雅博、徐賢東、吳冰
- 總策劃：江中、史東明、肖文閣
- 行政監製：趙海城、何漢
- 監製：劉晶
- 製片經理：柏家文
- 錄音指導：安巍
- 美術指導：李卓藝

## 創作
關於為何要翻拍這樣一部來自好萊塢的電影，陳大明導演解說道因為原片是一個高概念（劇本很有創意）的浪漫愛情喜劇作品，非常有趣；再者中國或東方的女性相比西方女性來說更加含蓄，她們表面所表現出來的與內心的想法應該差別會更大，尤其是對於那些處於競爭非常激烈的職場女性來說，所以拍成中國電影更具有觀賞性。
對於本片與原片有哪些差異，陳大明和鞏俐說原片的女主角人物太過單薄，改編後的本片中女主角的戲份會增多，人物更加立體化，她與男主角之間的衝突和互動會更加複雜，整個故事情感會更豐富，人物、笑料也更符合中國觀眾的口味。
影片表達的主題是人與人之間應該多一些坦誠的溝通，這樣彼此了解的越多才會越少生矛盾。
影片的拍攝獲得了意大利著名運動品牌樂途（Lotto）的大力贊助。
这是刘德华和巩俐首次合作，两人以前都很期待与对方合作。2010年6月1日在北京開機，大多數場景在北京市區繁華地帶和懷柔影視基地完成，9月中旬完成拍攝工作。

## 歌曲
| 曲別   | 歌名                                            | 演唱   |
| 主題曲 | 《Slip Away》(英文歌，中文譯名《不讓明天溜走》) | 劉德華 |

## 票房
马来西亚
首周末四天收205,421美圆列第五位。次周末收111,385列第七，累计524,594。第三周末收27,367列12位，累计575,829。第四周末收4,073列19位，累计590,315美圆。
新加坡
首周末四天收150,449美圆列第六位。次周末收56,713列第十，累计332,870。第三周末收7,623列18位，累计353,310。
臺灣
2011年華語片年度票房倒數第五，全台票房僅32萬元台幣。

## 外部連結
- 新浪官网
- 新浪报道专题 （页面存档备份，存于）
- 互联网电影数据库（IMDb）上《我知女人心》的资料（英文）
- Yahoo奇摩電影上《我知女人心》的資料（繁體中文）
- 開眼電影網上《我知女人心》的資料（繁體中文）
- 香港影庫上《我知女人心》的資料（繁體中文）
- 时光网上《我知女人心》的資料（简体中文）
- 豆瓣电影上《我知女人心》的資料 （简体中文）